# Idahos flag
Idahos flag er blåt og har delstatens segl i midten med et bånd hvor der er påskrevet "State of Idaho" under. Flaget blev officielt indført 15. marts 1927, men var uofficielt i brug fra 1907. Vedtagelsen der blev gjort i 1907 om et delstatsflag foreskrev kun at delstatens navn skulle stå i flagdugen, men ved udarbejdelsen af nærmere bestemmelser om flagets udformning kom også delstatsseglet med. Dette viser en minearbejder og en kvindefigur som repræsenterer lighed, frihed og retfærdighed, sat ind i en scene som symboliserer Idahos erhvervsveje og naturressourcer. 
I lighed med mange andre delstater, hvor flagdugen også er blå, har Idahos flag militære faner som forbillede. Delstatsflaget er tegnet af en officer, C. A. Elmer, og benytter fanen First Idaho Infantry i den spansk-amerikanske krig som model. 
Også delstaterne Pennsylvania, Connecticut, South Carolina, New Hampshire, Virginia, New York, Vermont, Kentucky, Indiana, Maine, Michigan, Wisconsin, Minnesota, Oregon, Kansas, Nevada, Nebraska, North Dakota, Montana, Utah og Alaska har delstatsflag med blå flagdug. Louisiana, Oklahoma og South Dakota benytter en noget lysere blå farve i sine delstatsflag, mens Delawares delstatsflag har en lysere, gråblå farvetone.